# Circoniscus pallidus
Circoniscus pallidus là một loài chân đều trong họ Scleropactidae. Loài này được Arcangeli miêu tả khoa học năm 1936.